# Technion

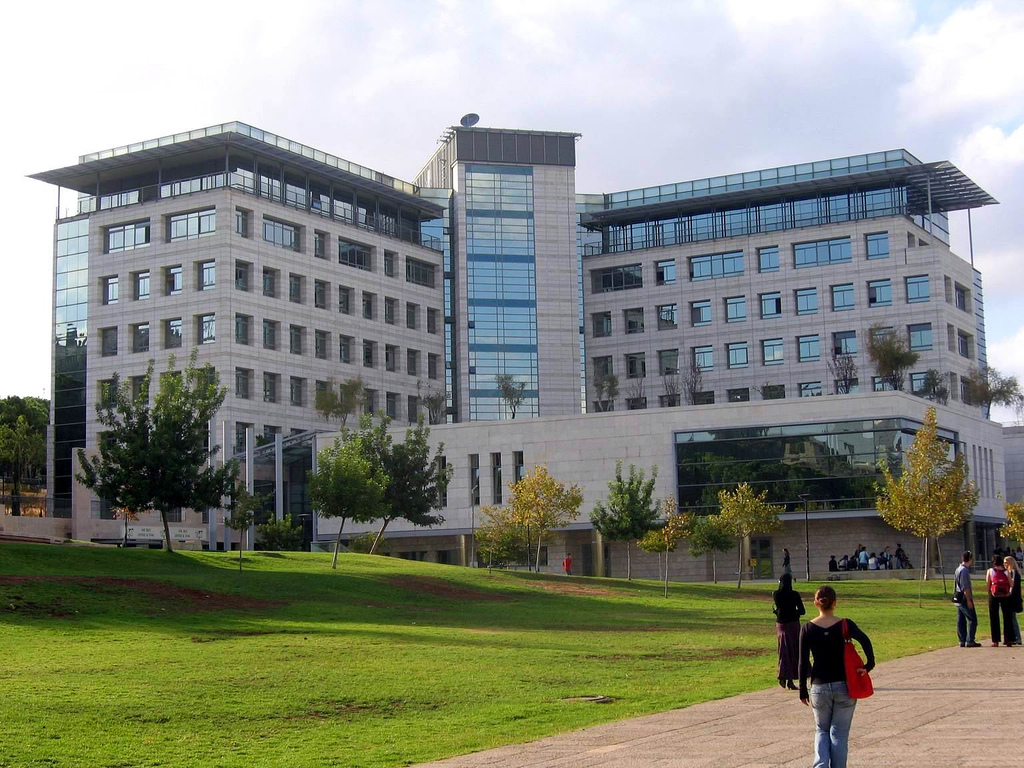
Budynek Wydziału Informatyki

Izraelski Instytut Techniczny Technion, skrótowo Technion (hebr. הטכניון – מכון טכנולוגי לישראל) – izraelska politechnika w Hajfie, najstarsza uczelnia w tym kraju.
Uczelnia oferuje studia w dziedzinach: elektrotechniki, inżynierii środowiska, mechaniki, inżynierii biomedycznej, inżynierii chemicznej, biotechnologii, inżynierii rolniczej, informatyki, matematyki, inżynierii przemysłowej, fizyki, chemii, biologii, architektury, medycyny i materiałoznawstwa.
Grupa naukowców z Technion kierowała pracami międzynarodowego zespołu wolontariuszy nad językiem skryptowym PHP (wersje 3 do 5), do tworzenia dynamicznych stron www, który współcześnie jest jednym z najbardziej popularnych standardów w tym zakresie.

## Historia
Pomysł założenia uczelni technicznej w Hajfie wymyślili na początku XX wieku działacze żydowskiej fundacji Ezra, działającej w Niemczech. W 1912 wmurowano kamień węgielny. Instytut został otwarty w 1924, a oficjalna uroczystość otwarcia odbyła się w 1925.
W latach 30. XX wieku uczelnia przyjęła wielu żydowskich naukowców, którzy uciekali z Niemiec.